# Tanacetum hololeucum
Tanacetum hololeucum là một loài thực vật có hoa trong họ Cúc. Loài này được (Bornm.) Podlech miêu tả khoa học đầu tiên năm 1986.